# Varronia lucayana
Varronia lucayana är en strävbladig växtart som beskrevs av Charles Frederick Millspaugh. Varronia lucayana ingår i släktet Varronia och familjen strävbladiga växter. Inga underarter finns listade i Catalogue of Life.